# パガーニ・ウアイラ
ウアイラ（Huayra）はイタリアのパガーニ・アウトモビリが2011年に発表したハイパーカーである。

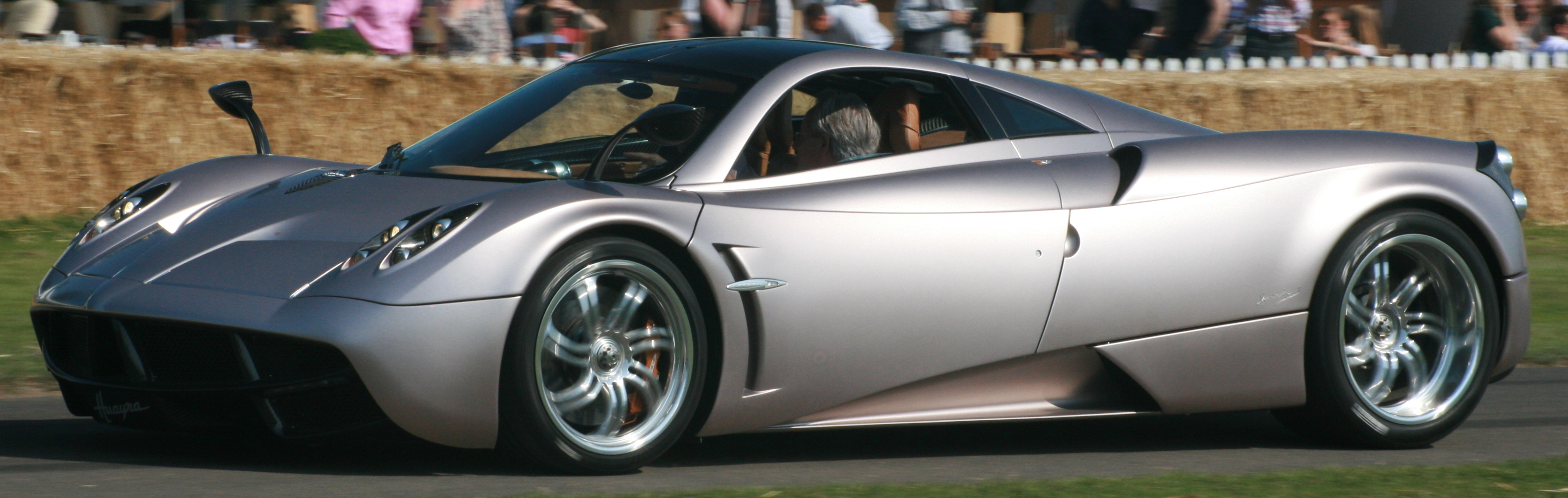
パガーニ・ウアイラ

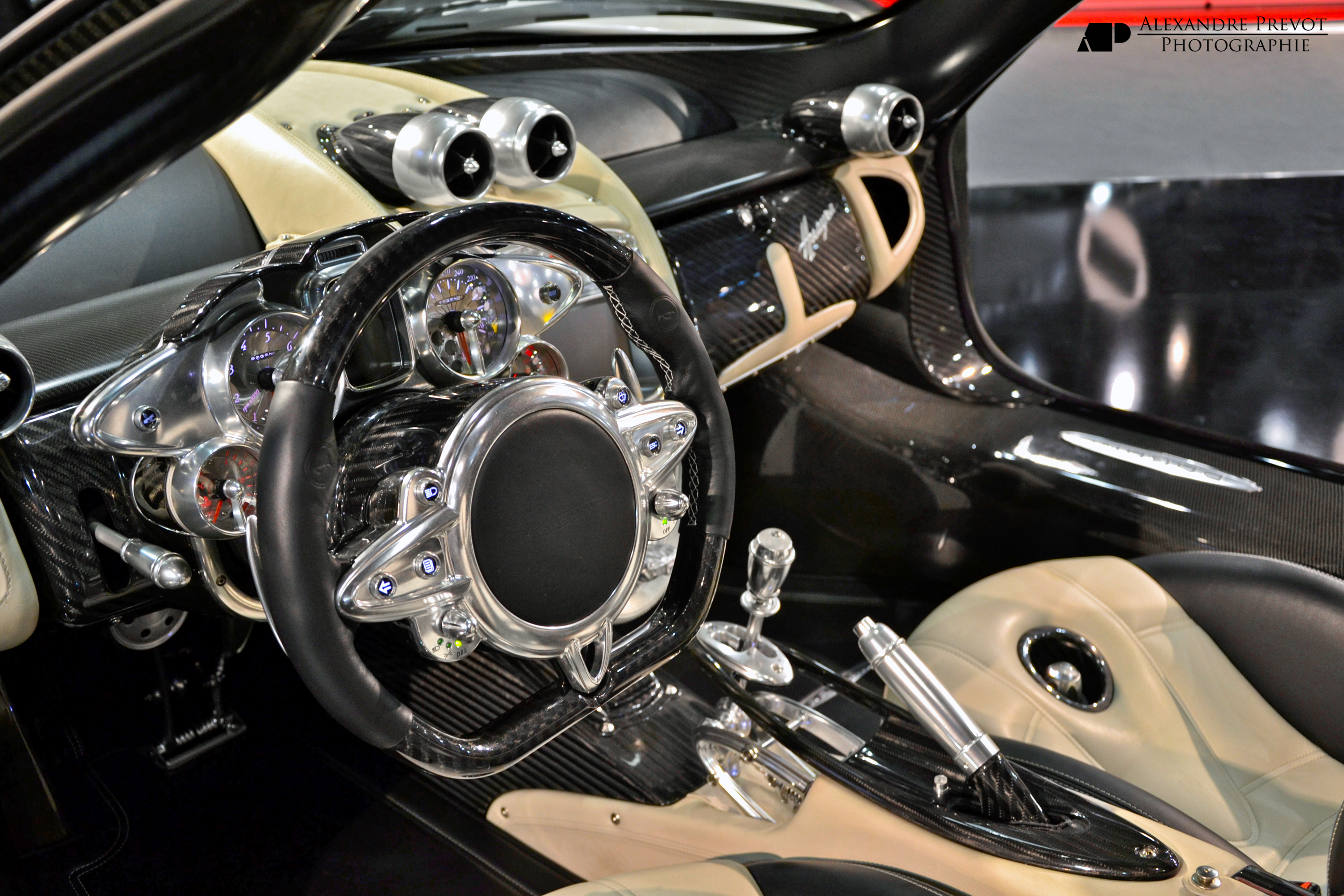
ウアイラのコックピット

## 概要
2010年に生産を終了したパガーニ・ゾンダの後継機として発表された。100台のみの限定生産。車名はケチュア語で"風"を意味し、南米の先住民族が信仰する神の名でもある（パガーニの創業者、オラチオ・パガーニはアルゼンチン出身）。

## メカニズム
AMG製のV型12気筒ツインターボエンジンをミッドシップに搭載し、7速シーケンシャルのトランスミッションが組み合わせられる。
モノコックフレームはカーボンとチタンを組み合わせた新開発のもので、ドアはゾンダと異なり、メルセデス・ベンツ・300SLのようなルーフ部分にヒンジがあるガルウィングドアである。車体の前後部には合計4枚の可変フラップがあり、空力性能の調節やエアブレーキの機能を持つ。タイヤはピレリ製の専用品を装着。
イグニッションキーは同車のミニチュアを形どっており、中央から2つに分けて使う。片方は鍵で、もう一方のパーツは車載オーディオに対応したUSBスティックである。
スピードメーターは415km/h(260mph)まで刻まれている。

メカニズム
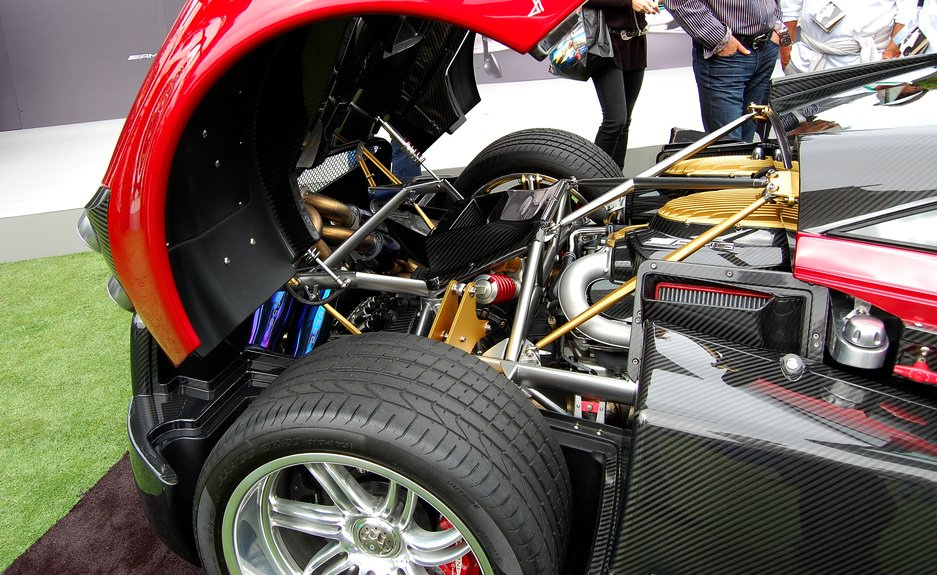
ウアイラのリアエンジン
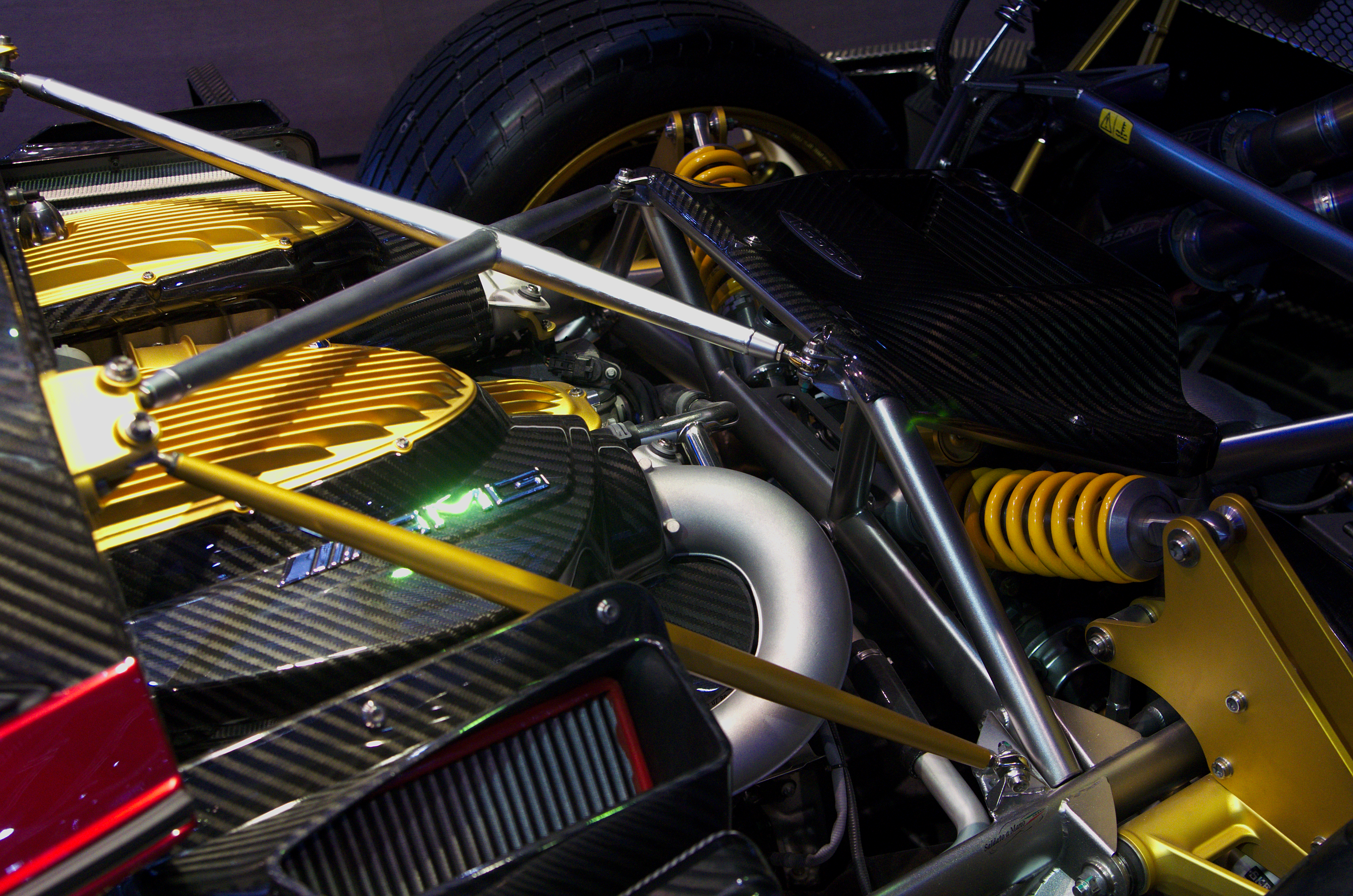
リアエンジン
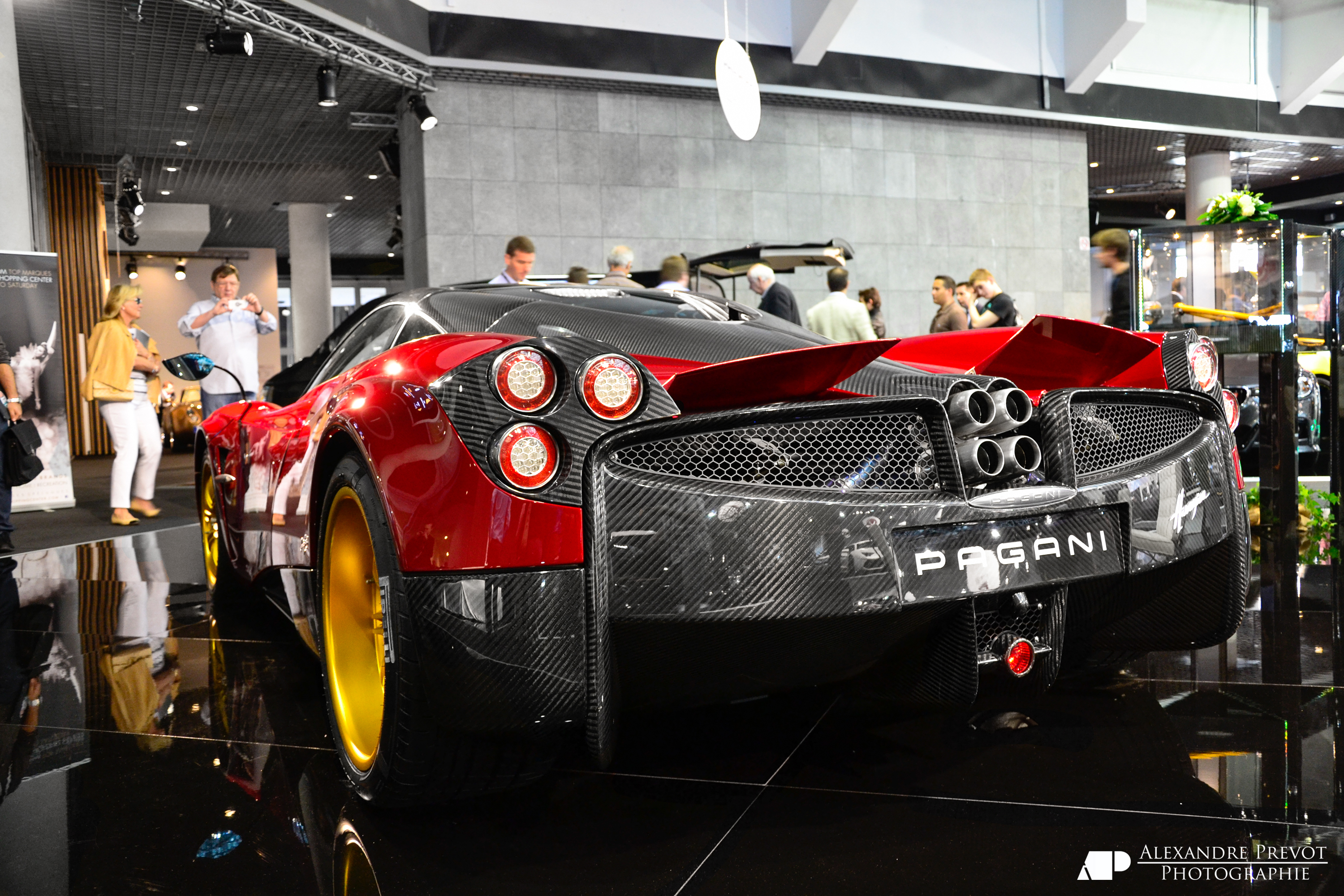
可変式フラップ
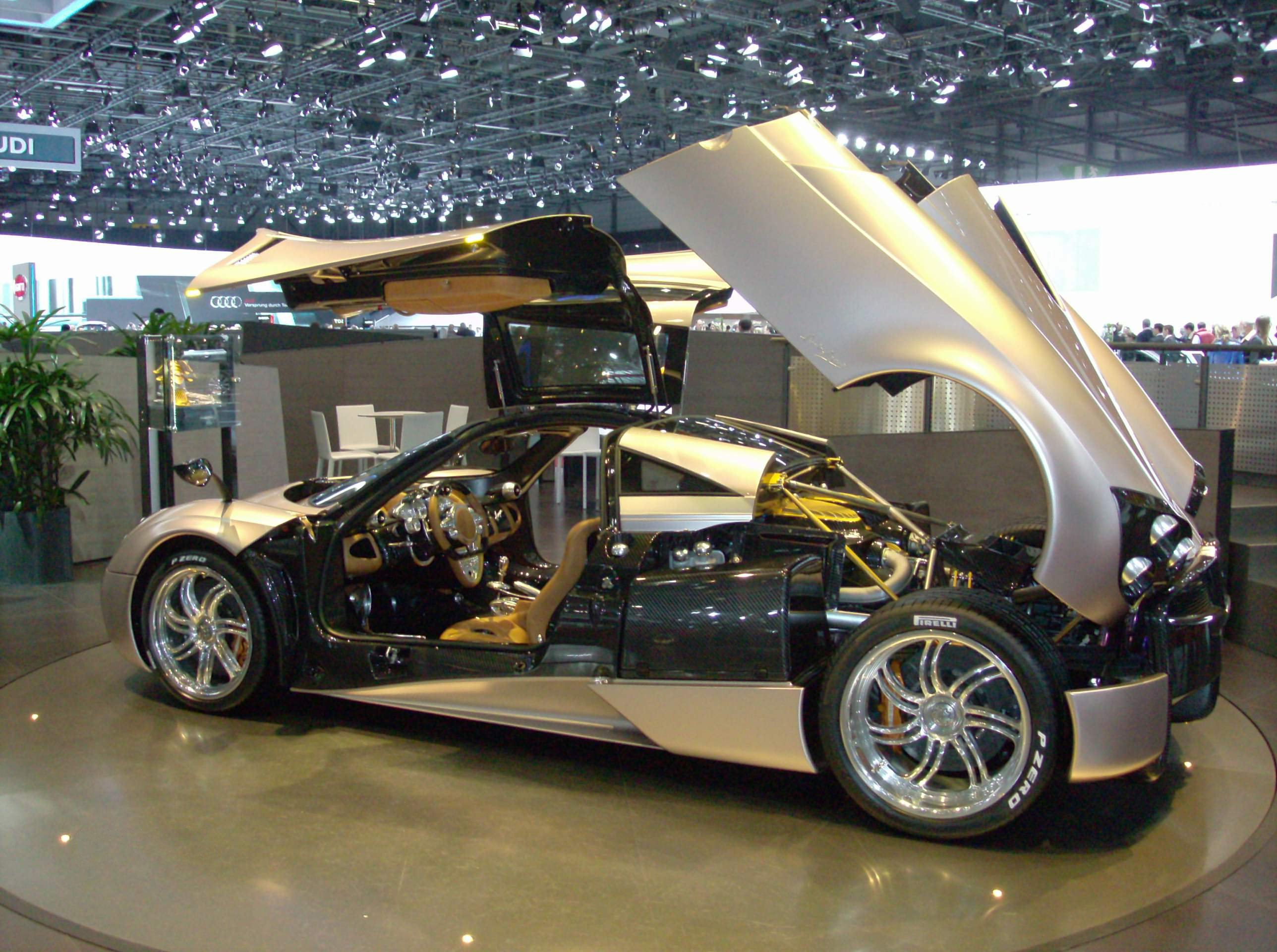
ウアイラ
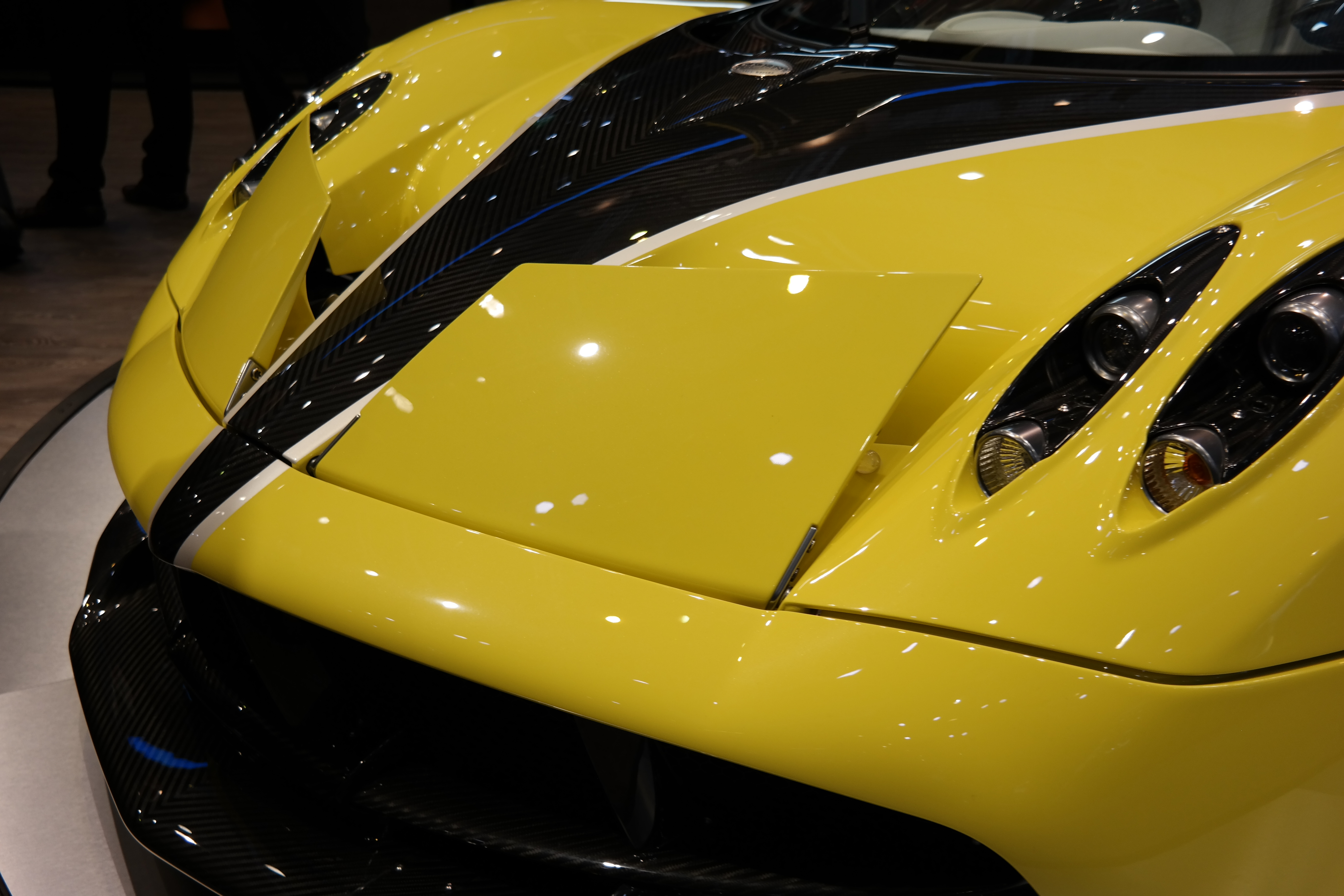
フラップ

## パフォーマンス
最大出力730hp/5,000rpm、最大トルク1,000Nm/3,500rpmを発生、パワーウェイトレシオは1.85Kg/hpである。
0-100km/h加速は3.2秒、最高速度は370km/hとV12エンジン搭載スポーツカーではトップクラス性能を持つ。

## バリエーション
ウアイラ・カーボンエディション（Huayra Carbon Edition ）
2012年に発表されたモデルで、カーボンのブラックをボディカラーにそのまま使用している。
ウアイラ・モナ・リザ（Huayra La Monza Lisa ）
2014年にノーマルのウアイラをベースに製造されたモデル。カーボンブラックのボディに、イタリアントリコロールのストライプがセンターとサイドに入っている。内装は赤色。ホワイトレタータイヤを装着しており、ホイールがシルバー(ノーマルのウアイラと同じもの)からブラックのものに途中で変更された。
ウアイラ・ディナスティア（Huayra Dinastia ）
2015年発表の中国市場4台限定モデル。当初は3台限定だったが、2016年に4台目が製造された。「ディナスティア」とは「王朝」という意味で、北京の紫禁城にある九龍壁からインスピレーションを得たという。ブルー・カーボンの「Baxia（覇下）」、ゴールド・カーボンの「Yazi（睚眦）」、レッド・カーボンの「Chiwen（鴟吻）」、パープル・カーボン(名称不明)という、龍が産んだとされる九匹の子「龍生九子」という中国の伝説上の生物が各ボディにあしらわれている。テールフィンなどの特別仕様のエアロパーツが特徴。
ウアイラ・730Sエディション（Huayra 730S Edition ）
2015年にカーコレクターのAlejandro Salomanへ納車されたワンオフモデル。パガーニ・ウアイラ・トリコローレをイメージしたカラーリングで、それに似たトリコローレ・ラインや、ゴールドホイールが装備されている。ブレーキキャリパーはイタリアントリコローレで塗装され、ミラー下部にもトリコローレが入っている。
ウアイラ・プロジェクト・ボルカン（Huayra Project Vulcan ）
2015年にPrestige Imports Miamiのオーナーが父を偲んで発注したモデル。外装はフルカーボンで、「火山」のように真っ赤なアクセント、内装が特徴。
ウアイラ・キング（Huayra "The King" ）
2015年にアメリカ人のオーナーに納車されたワンオフモデル。ブラックとホワイトのツートンカラーで仕上げられて、赤のアクセントが入ったカラーリング。リアフラップの裏側やヘッドレストに王冠のマークが入っている。2015年に川辺の砂利でスタックし、CR-Vに救助される動画が投稿されている。
ウアイラBC（Huayra BC ）
2016年のジュネーブ・モーターショーで発表された特別モデル。BCとは、同社の最初の顧客であるベニー・ケイオラのイニシャルから取られたものである。20台限定生産。
ウアイラBC・パチェットテンペスタ（Huayra BC Pacchetto Tempesta ）
BCと共に2016年のジュネーブ・モーターショーで発表されたパガーニ純正のパフォーマンスキット。専用のエアロパーツ、サスペンション、ホイールが装備される。
ウアイラ・パール（Huayra Pearl ）
2016年に英国のカーディーラーであるRefined Marques社を通してある顧客が注文したワンオフモデル。カーボンファイバー製ボディワークが透けて見えるブラックとブルーのカラーリングが特徴的で、デザインが変更されたフロントスポイラーやデュアルリアウィング、ルーフには独特なシュノーケル型のエアインテークが設けられ、インテリアにはホワイトのレザーが使用されている。
2016年7月、パリ市内にてドライバーの運転ミスによりクラッシュ、大破している。
ウアイラ・フッツーラ（Huayra Futura ）
2016 Lakes GT supercar rally by Marchittinoで初公開されたワンオフモデル。ブルーとブラックが基調とされたデザインになっている。
ウアイラ・エルメスエディション（Huayra Hermes Edition ）
2016年にアメリカの実業家であるManny Khoshbinが注文したワンオフモデル。パガーニとエルメスが共同で開発・制作した。エルメスエディションオリジナルのグリルやフロントバンパー、ブラウンカーボンのボディカラーなどが特徴。
ウアイラ・ロードスター（Huayra Roadster ）
2017年のジュネーブ・モーターショーで発表。クーペ同様、100台限定生産。エクステリアに大幅な改良が加えられ、ルーフが着脱式になったため、ガルウイングドアではなくゾンダと同じ横開き式のドアである。
ウアイラ・ランポ（Huayra Lampo ）
2017年にパガーニとミラノを拠点としているガレージ・イタリア・カスタム社が共同で開発・制作したワンオフモデル。ランポはイタリア語で稲妻を意味し、1954年のフィアット・タービナ・コンセプトをモチーフにしている。
ウアイラ・L'ウルティモ（Huayra L'Ultimo ）
ルイス・ハミルトンが優勝したメルセデス・AMG「ペトロナス・フォーミュラ1」をベースとしたワンオフモデル。2018年に納車された。シルバーをメインに、ブラックカーボンとブルーのトリプルトーンに仕上げられ、イエローのブレーキキャリパー、ブラックにブルーのピンストライプが加えられた合金ホイールを採用している。
ウアイラBC・マッキナ・ヴォランテ（Huayra BC Macchina Volante ）
ウアイラBCの20台のワンオフモデルとして制作され、20台中の12台目。2018年のジュネーブモーターショーで公開されたが、公開時には既に納車が行われたあとだった。オーナーはクリス・シン。ブルーカーボンをベースに、ブラックとのツートンカラーで仕上げられている。フロントエアインテーク周りにはイタリアントリコロールが入っている。
ウアイラ・ロードスター・ジアファルコン（Huayra Roadster Gyrfalcon ）
2018年のモントレー・カーウィークのペブルビーチ・コンクール・デレガンスで発表されたワンオフモデル。ジアファルコンとは体長480~650mm、体重805~2,100kgと世界最大のハヤブサである"シロハヤブサ"を意味していて、シロハヤブサはカナダやアラスカ、北極の寒い地方に住んでいる。外装はシロハヤブサのホワイトに翼を思い起こさせるカーボンブラック、嘴をイメージしたイエローのアクセントが入っている。車内の専用プレートには「Gyrfalcon」と刻印されている。レザーのドアパネルにイエローのジアファルコングラフィックスが刺繍されている。6.0LAMG製V型12気筒ツインターボエンジンを搭載し、最高出力760PS/6,200rpm、最大トルク1,000Nm/2,400rpmを発揮。車両重量は1,280kg。
ウアイラ・ロードスターBC（Huayra Roadster BC ）
ウアイラBCのオープンモデルで、レースゲームアプリであるCSR Racing 2にて初披露され、その後ペブルビーチ・コンクール・デレガンス2019にて実車が初公開された。40台のみ限定生産される。
ウアイラBC・キングタスマ（Huayra BC Kingtasma ）
カナダで目撃されたワンオフモデル。ウアイラBCの20台のワンオフモデルとして制作され、20台の内の1台。ウアイラBCにエアインテークが追加されたデザインで、ダークガーネット(ブラックチェリー?)系のカラーリングで、イタリアントリコロールがボンネット両側に入っている。
ウアイラ・ロードスター ビッグ・バード"（Huayra Roadster "Big Bird" ）
世界限定100台のウアイラ・ロードスターの中の1台で、ワンオフモデル。2019年にアメリカのグリニッジで走行しているところが目撃されている。イエローをベースにブラックのアクセントが入ったカラーリング。ウアイラには前後2枚ずつフラップが装備されているが、後ろのフラップ裏側には王冠のマークが描かれている。ちなみにオーナーは同じくワンオフモデルのウアイラBC・キングタスマも所有している。
ウアイラ・イモラ（Huatra Imola ）
2019年に限定で5台のみ生産されたモデル。5台の内の1台はTOP CAR DESIGNの設立者であるオレッグ・イゴロフが所有している。名前の由来はイモラ・サーキットであり、同サーキットにて発表された。2021年のミラノモーターショーでは、顧客に納車された5台とは別の展示用の個体が展示された。
ウアイラBC・スーパーノヴァ（Huayra BC Supernova ）
2020年にカナダのパガーニ正規代理店、パガーニ・オブ・トロントがインスタグラムに投稿し、公開されたワンオフモデルである。ボディカラーは「オロローザ」。エアロパーツとディフューザーの一部にレッドとゴールドが使用されている。ホイールカラーは「ブロンゾ・キアロ」で、この上にダイアモンド・スパークルのアクセントが施されている。内装はブラックやゴールドなどが使用され、ウッドが使用されているのも特徴。
ウアイラ・トリコローレ（Huayra Tricolore ）
2021年発表の、イタリア空軍のアクロバットチームフレッチェ・トリコローリの設立60周年を記念した特別モデルで、2010年発表の「ゾンダ トリコローレ」を受け継いだ記念モデル。3台のみ限定生産され、価格は550万ユーロ(約7億円)。
ウアイラR（Huayra R ）
2021年に発表されたサーキット専用モデルで30台限定生産。価格は260万ユーロ(約3億3680万円)と発表されている。同年のミラノモーターショーで実車が展示された。
ウアイラNC（Huayra NC ）
2022年に発表されたモデルで、ウアイラBCがベース。ブルーカーボンのボディに赤と白のパーツが組み合わされている。インテリアも同じカラーで仕立てられ、ブルーのアルカンターラやカーボンにレッドステッチが施されている。最高出力は819PS、最大トルクは796lb-ftと、BC ロードスターよりもアップグレードされている。
ウアイラ・コーダルンガ（Huayra Codalunga ）
2022年6月に発表されたロングテールのビスポークモデル。車名のコーダルンガ(Codalunga)はイタリア語でロングテールを意味する。完成まで2年を要し、デザインは1960年代のル・マンで活躍していたマシンがヒントになっている。リアに6.0L V12ツインターボエンジンを搭載し、最高出力840PS/5,900rpm、最大トルク1,100Nm/2,000-5,600rpmを発揮する。生産台数は5台で、価格は700万ユーロ(約9億4000万円)から。
ウアイラ・イモラ・ロードスター（Huayra Imola Roadster ）
2023年に発表されたウアイラ・イモラのオープンモデル。8台限定生産。ペイントにも軽量化を施し、塗装にかかる重量を従来のウアイラシリーズより5kg軽量化することに成功している。
ウアイラ・ダイナミカEVO（Huayra Dinamica EVO）
2023年に発表されたウアイラ・ロードスターBCをベースにしたワンオフモデル。ブラウンのように見えるボディカラーとブラックのライン、ゴールドとホワイトのピンストライプが入っている。フロントに取り付けられたカナードにはイタリア国旗の3色が入っている。ステアリングの上部にはボディと同じゴールドとシルバーのストライプ、メーターは赤色に光っている。
ウアイラR EVO（Huayra R EVO ）
2024年2月に発表されたサーキット専用モデルで、「インディカーからル・マンを走ったレーシングカーまで、幅広い車からインスピレーションを受けて」デザインされた。ボディはコーダルンガと呼ばれるロングテールを備えるほか、ルーフが二分割で取り外せるのも特徴。エンジンはウアイラR同様、6.0L 自然吸気V12エンジンだが、専用チューニングされた「パガーニV12-R EVO」と呼ばれるユニットを搭載しており、ウアイラRから50馬力アップした900馬力を発揮する。レブリミットは9,200回転で、そこに6速シーケンシャルMTが組み合わされる。

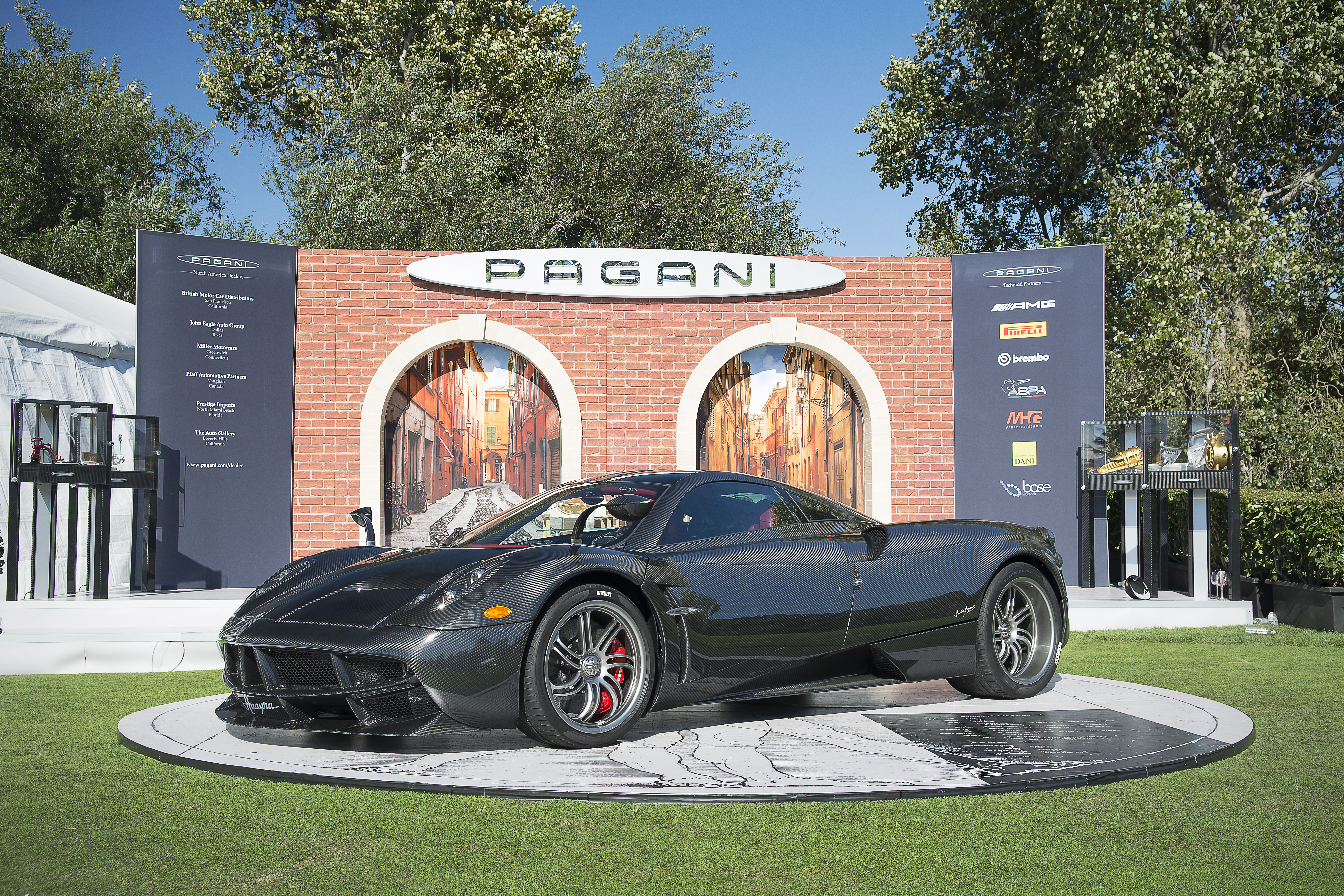
ウアイラ・カーボンエディション
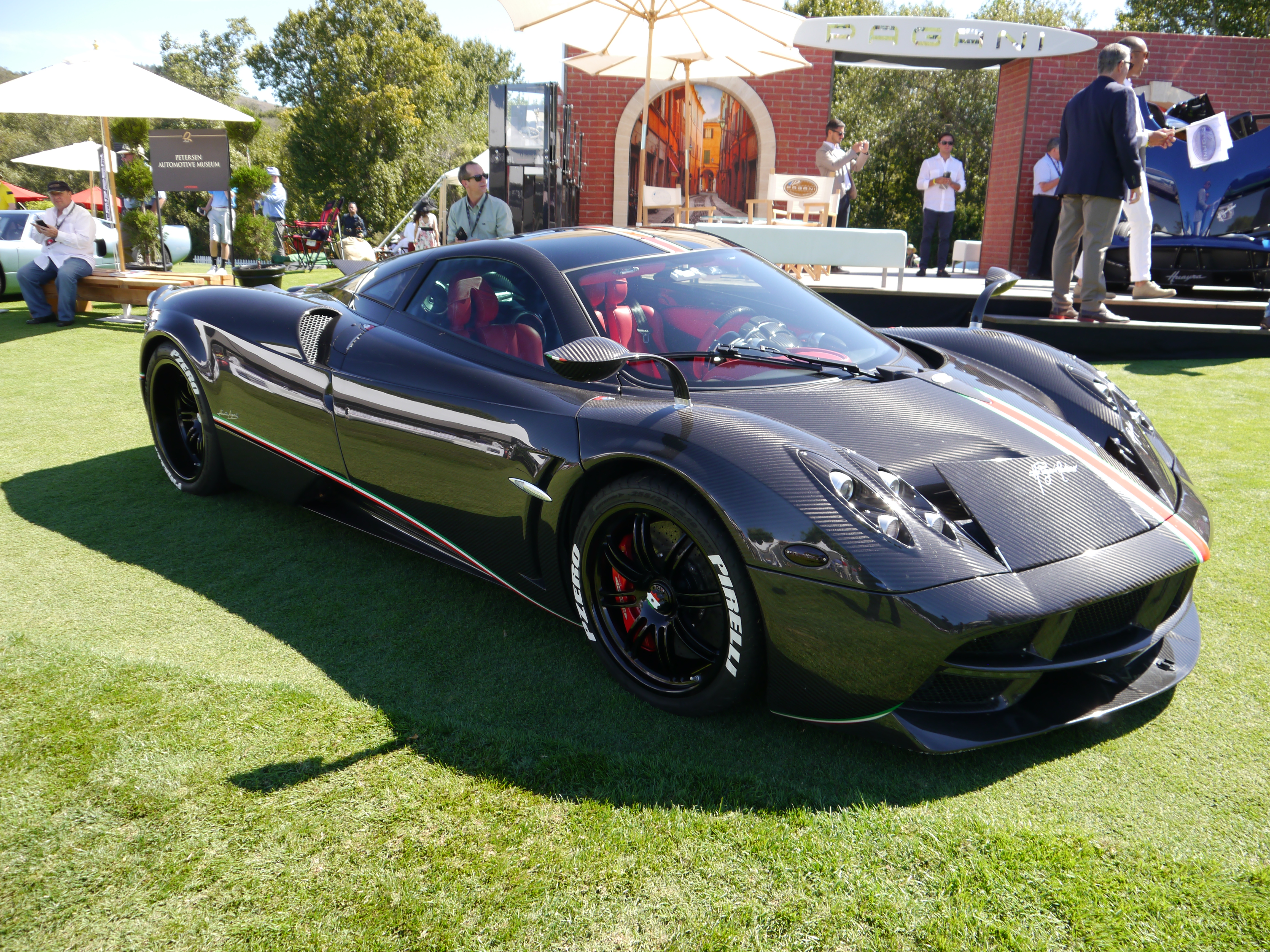
ウアイラ・モナ・リザ
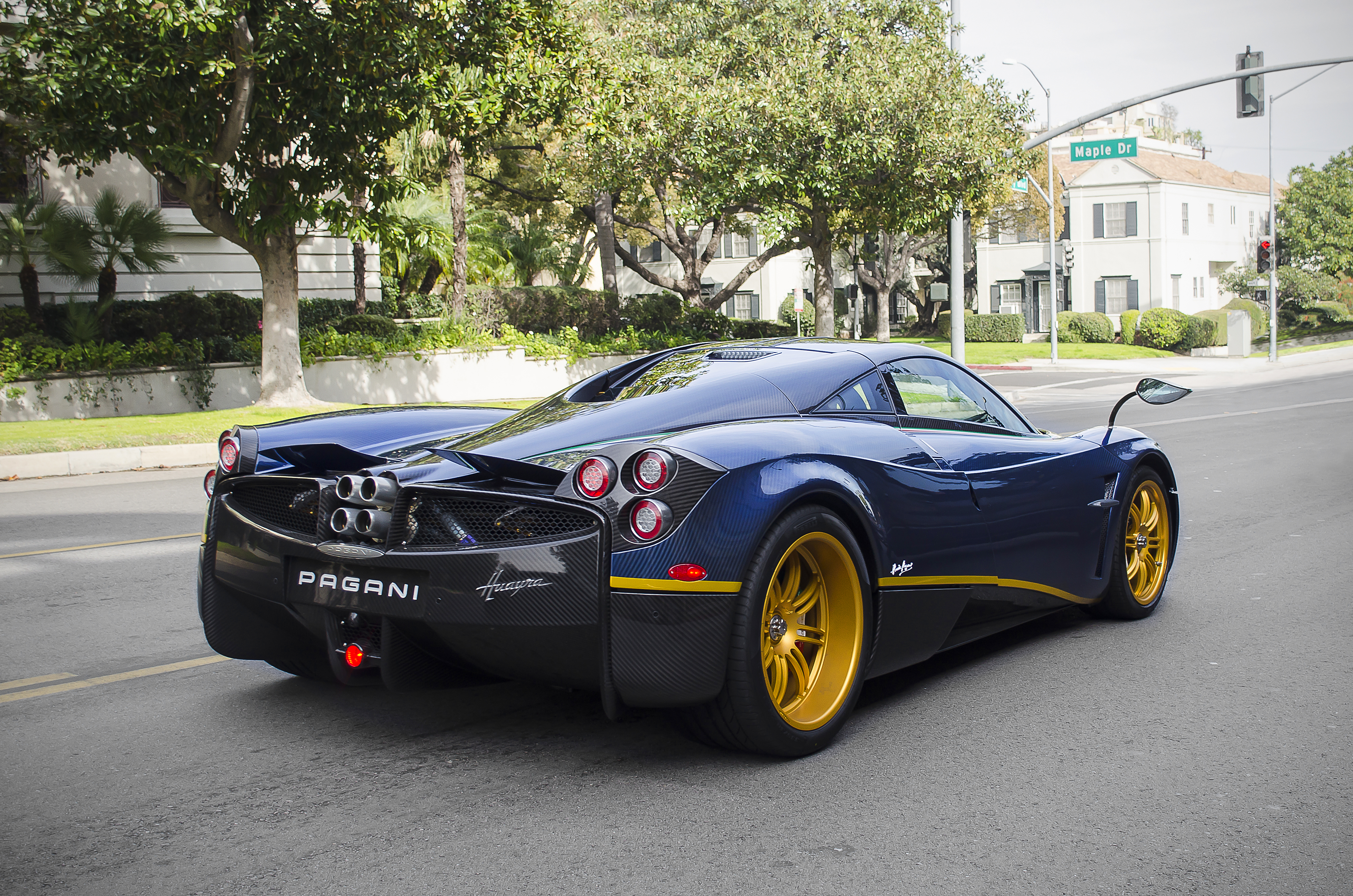
ウアイラ730Sエディション
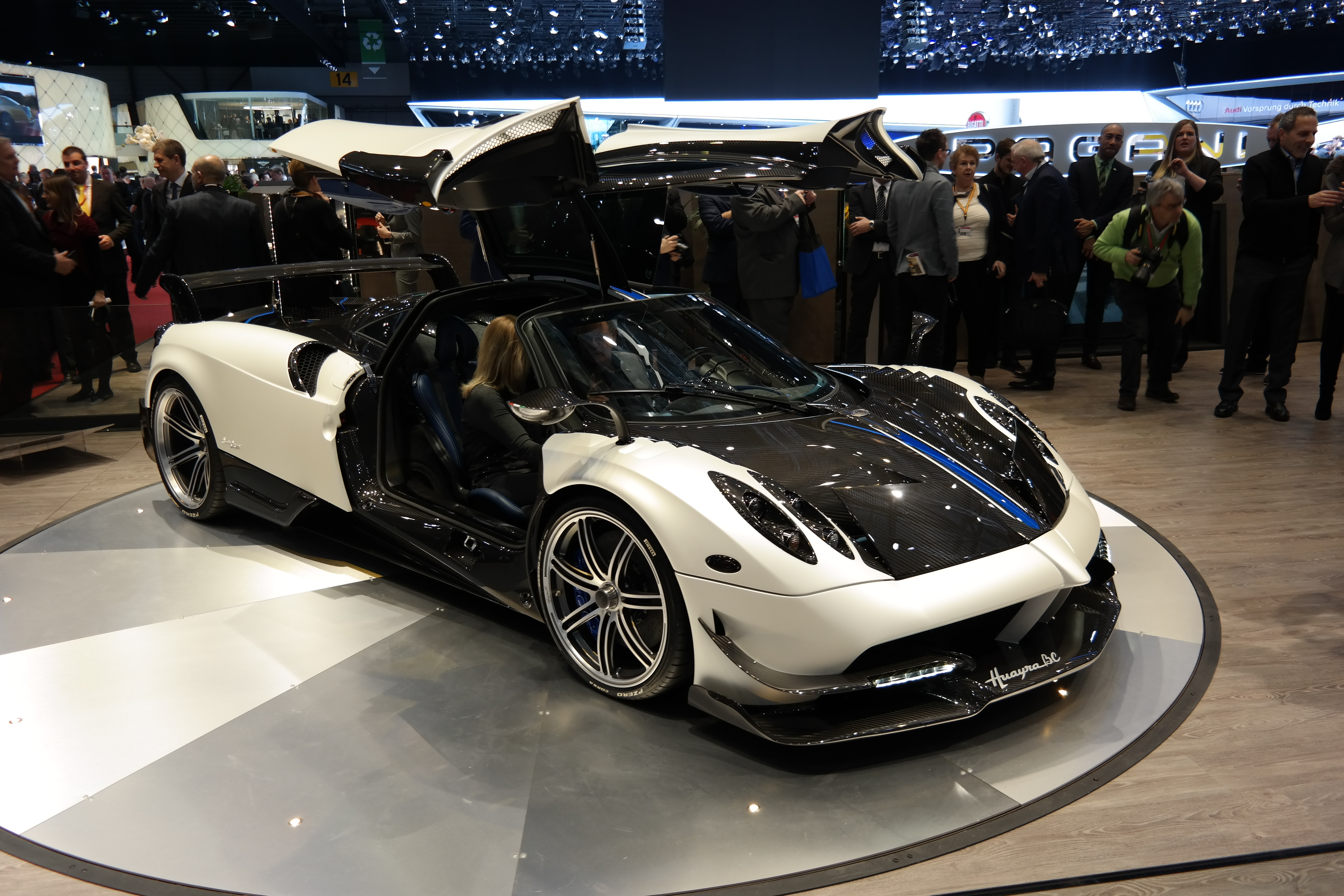
ウアイラBC
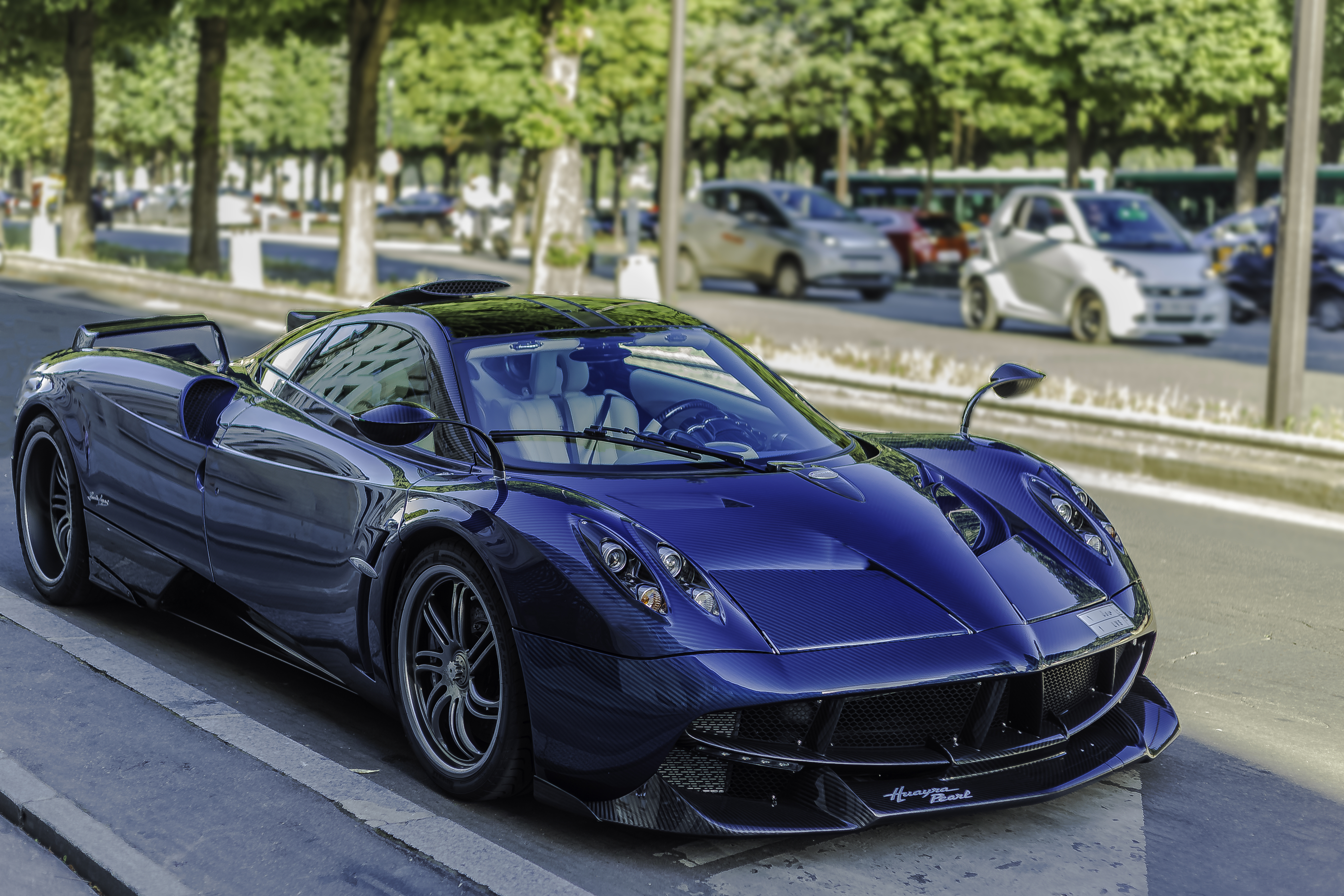
ウアイラ・パール
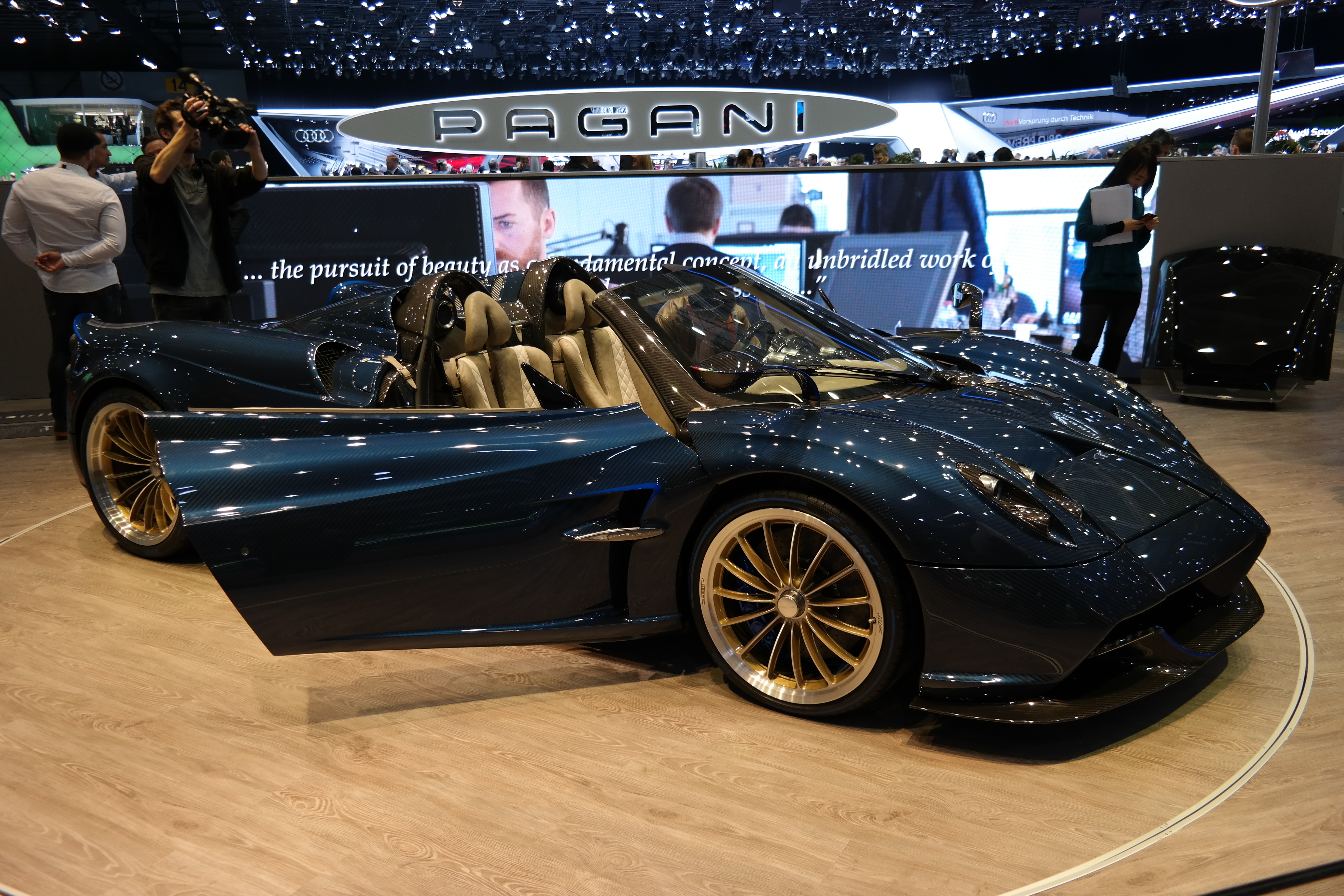
ウアイラ・ロードスター
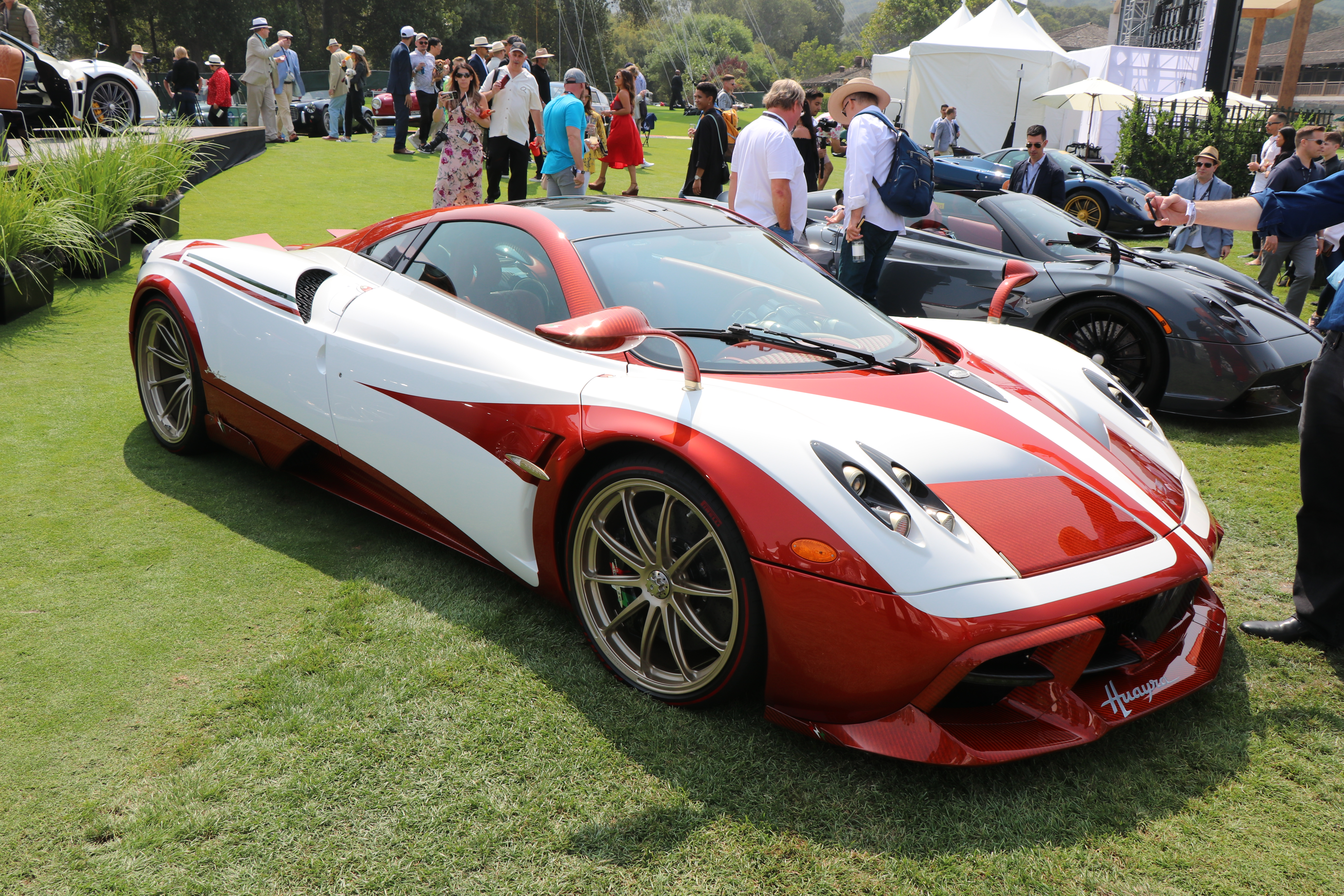
ウアイラ・ランポ
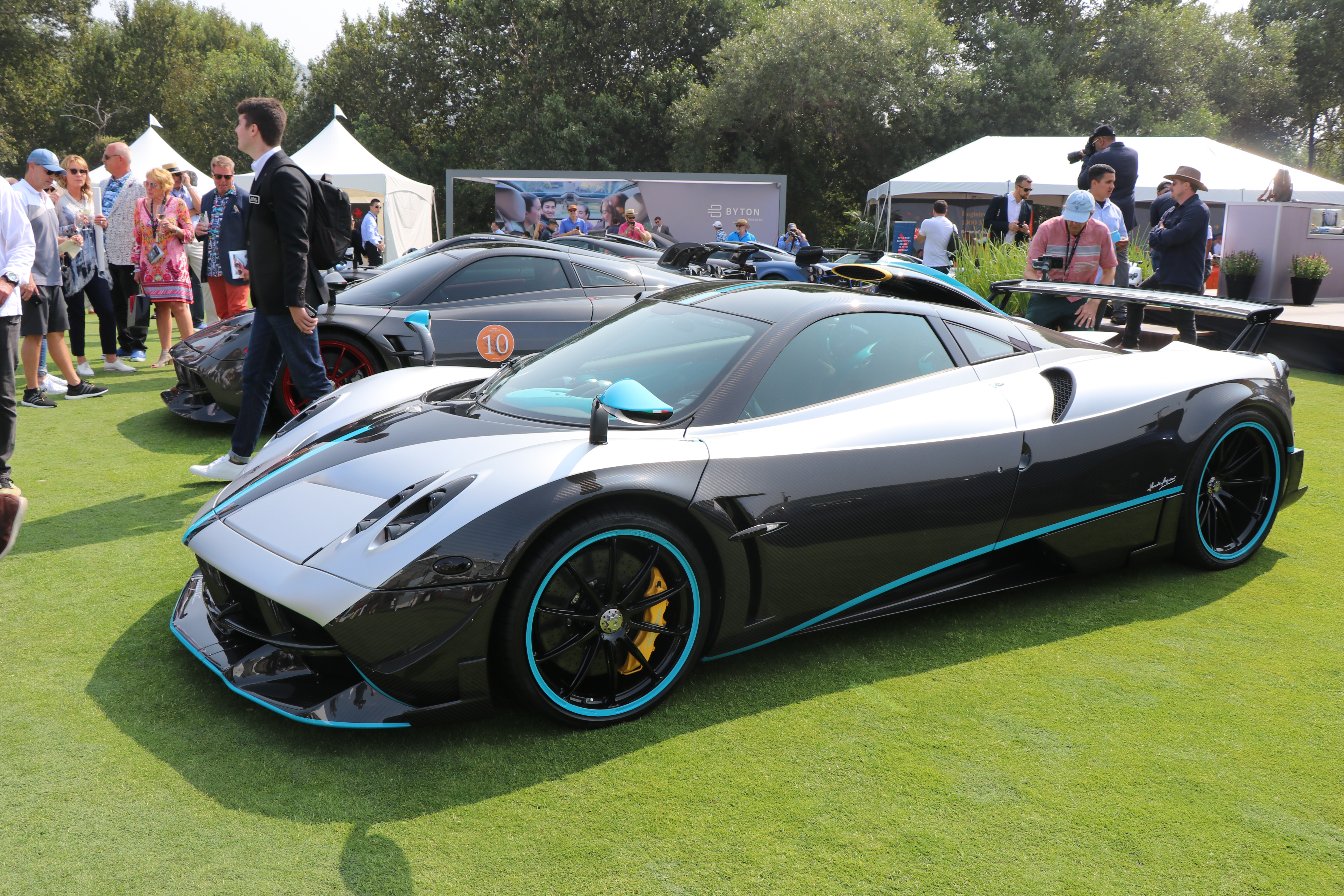
ウアイラ・L'ウルティモ
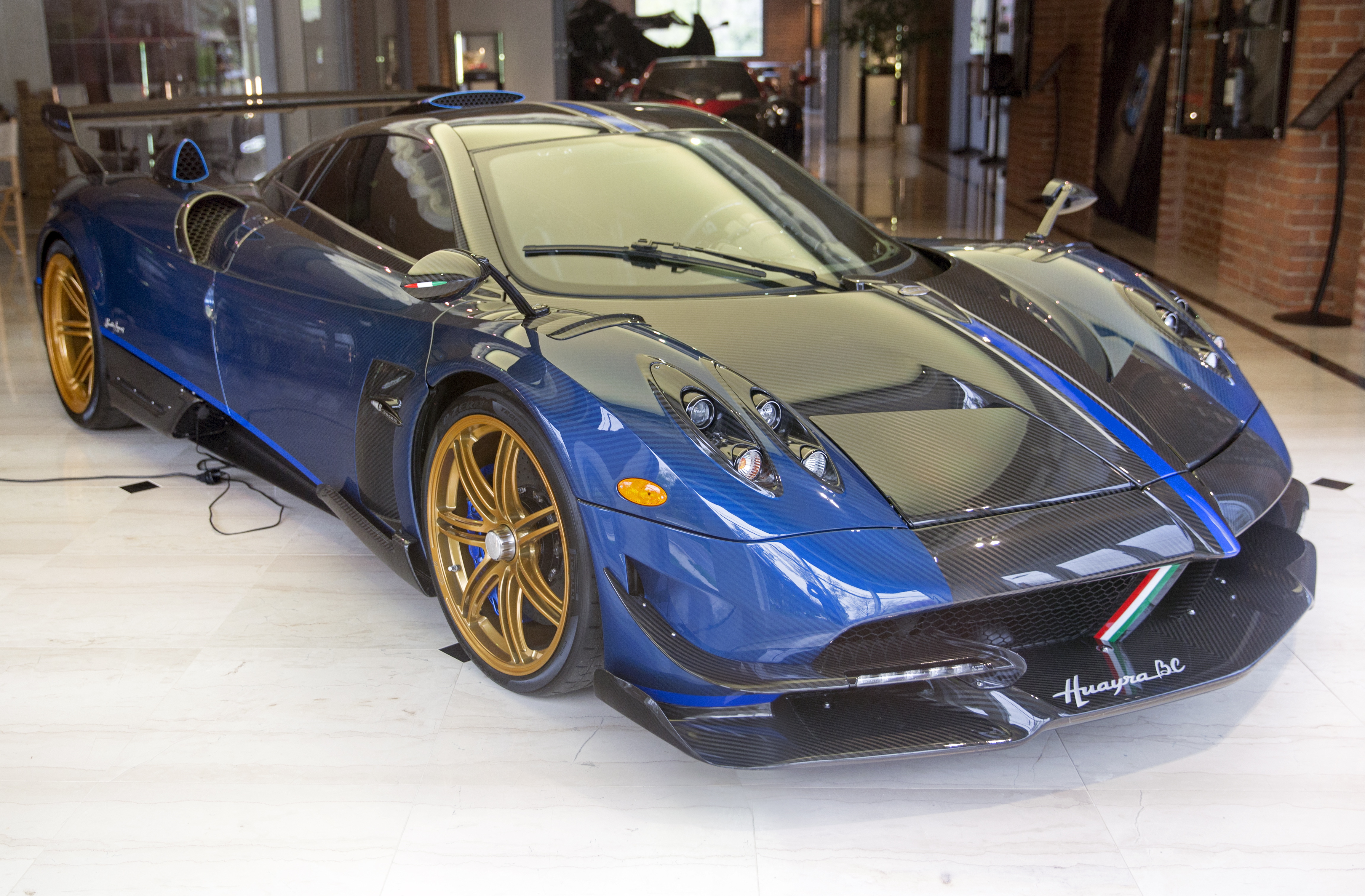
ウアイラBC・マッキナ・ヴォランテ
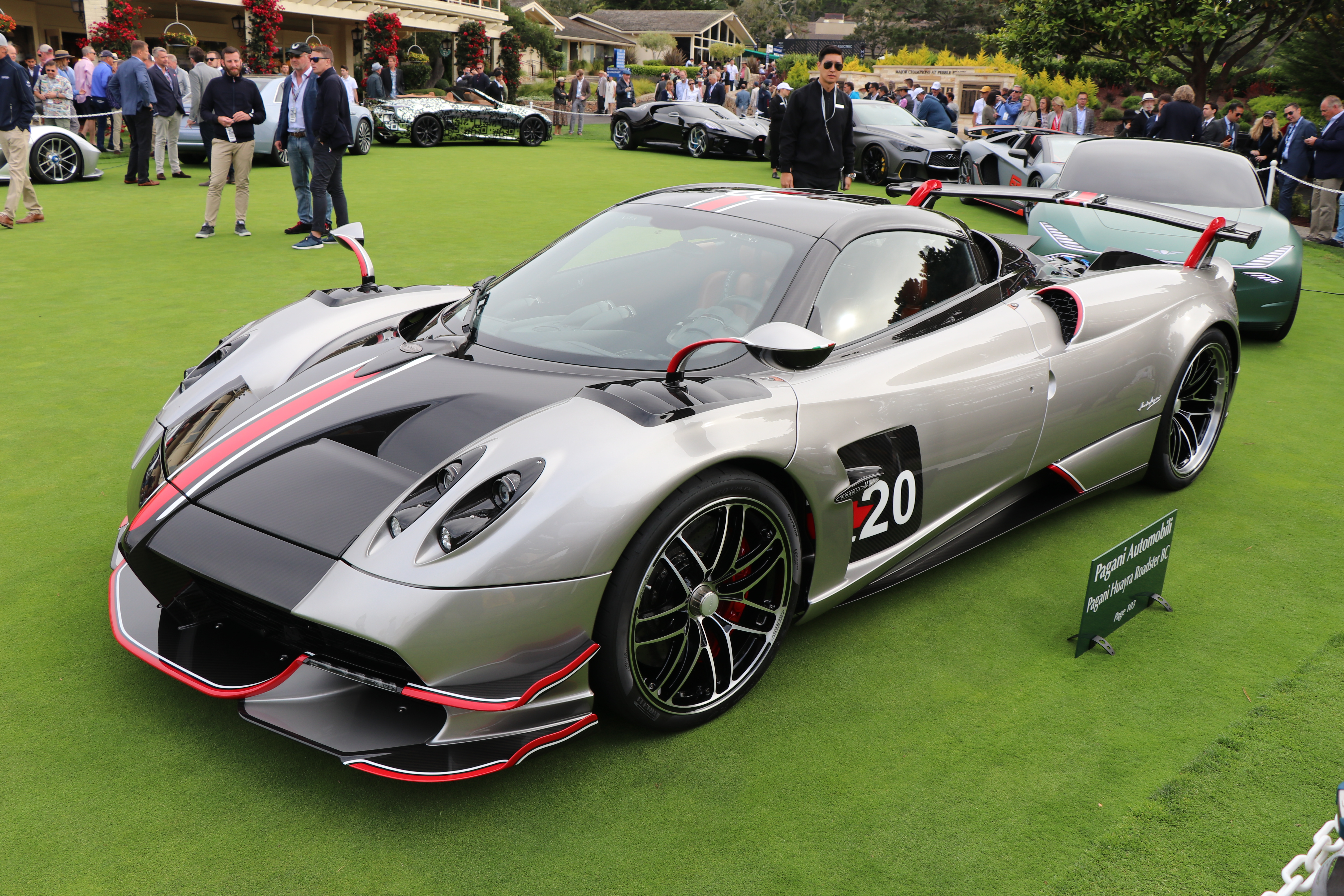
ウアイラ・ロードスターBC
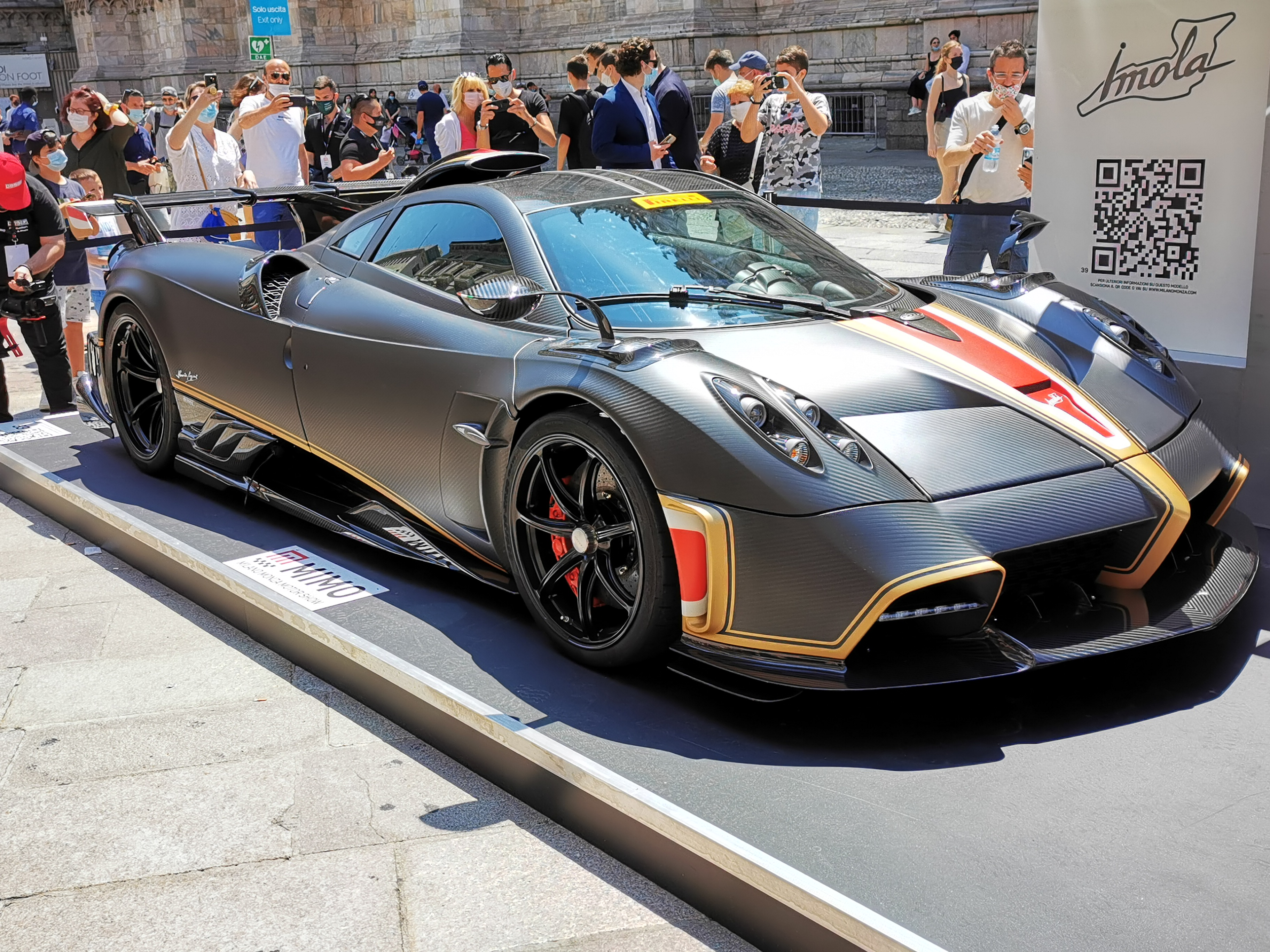
ウアイラ・イモラ
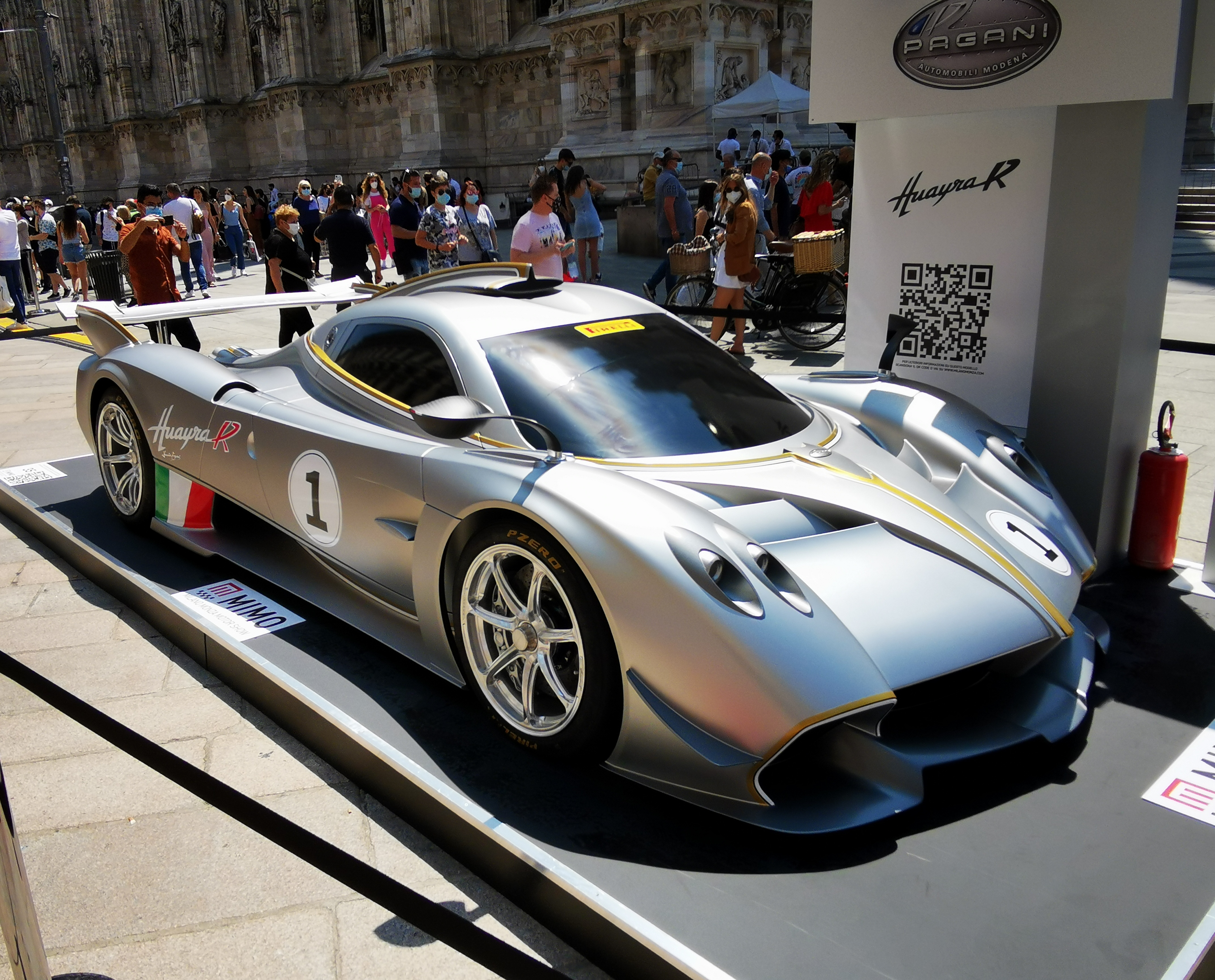
ウアイラR
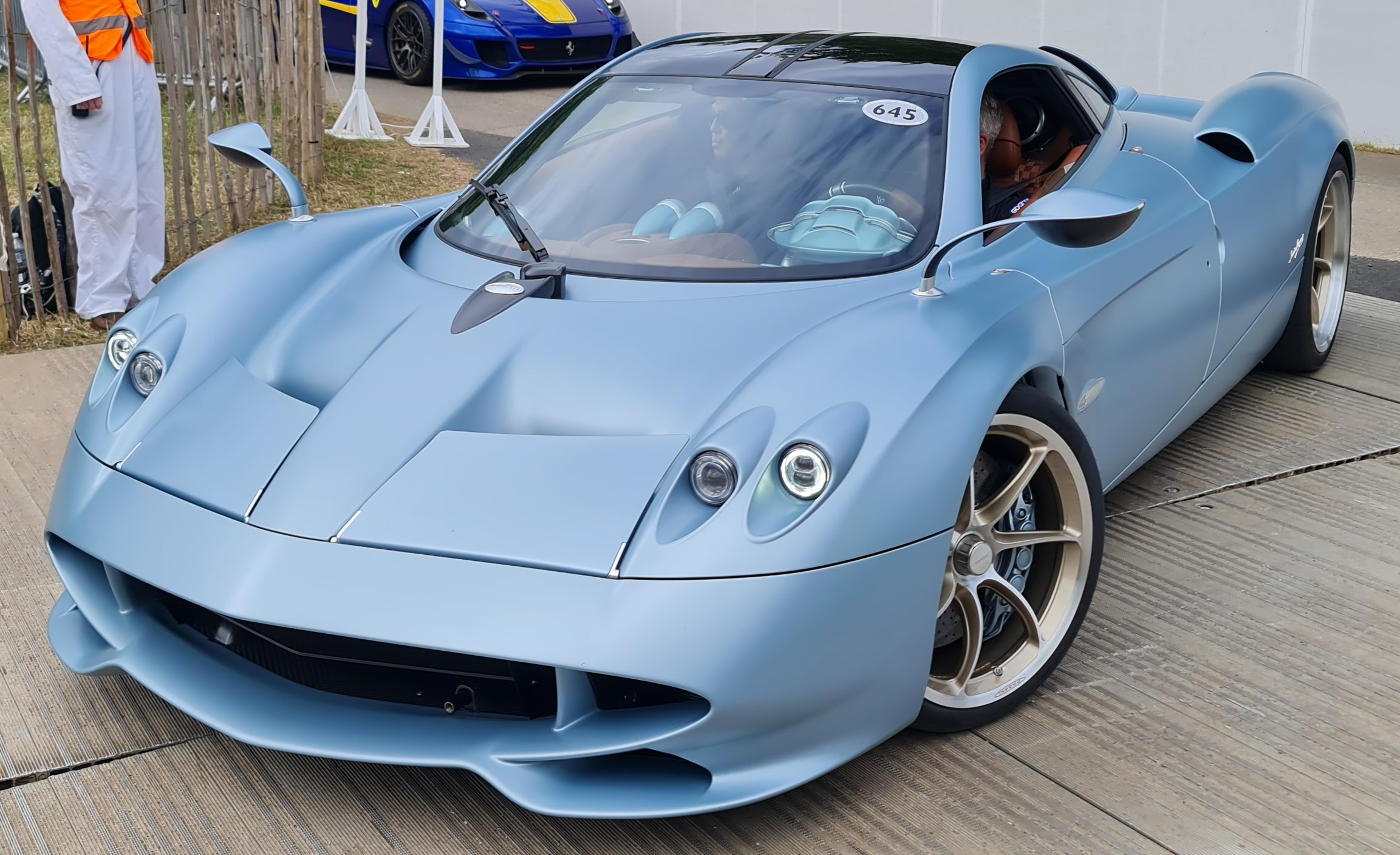
ウアイラ・コーダルンガ

## アメリカでの販売問題
2011年8月、アメリカ高速道路交通安全局（以下NHTSA）はウアイラのエアバッグが国の基準を満たしていないものとしてアメリカでの同車の販売を許可しないと発表した。パガーニ側は少量の台数を輸入するメーカーに対してエアバッグの基準適用を免除する特例措置を申請したが、NHTSAはそれを却下した。
これを受けてパガーニは400万ユーロを掛けエアバッグの改良を行い、アメリカでの販売は2013年からに延期された。